# Earl C. Slipher
Earl Charles Slipher (* 25. März 1883 in Mulberry (Indiana); † 7. August 1964 in Flagstaff (Arizona)) war ein US-amerikanischer Astronom und Politiker.

## Leben
Earl Charles Slipher wurde am 25. März 1883 als Sohn von David Clark und Hannah App Slipher in Mulberry geboren. Er studierte Astronomie an der Indiana University und erhielt dort 1906 seinen Bachelor-Abschluss. Anschließend  war er Stipendiat am Lowell-Observatorium in Flagstaff und machte 1908 seinen Master-Abschluss. 1907 nahm er an einer von David Todd geleiteten Expedition in die peruanischen und chilenischen Anden zur Beobachtung des Planeten Mars teil. Nach seiner Rückkehr aus Südamerika erhielt er eine Festanstellung am Lowell-Observatorium und blieb dort bis zu seinem Lebensende, von 1957 bis 1958 war er sogar Direktor des Observatoriums.
Am Anfang seiner Laufbahn nahm er an fünf Sonnenfinsternis-Expeditionen teil, die erste fand bereits zu seinen Studienzeiten 1905 statt, die anderen 1918, 1923, 1925 und 1932.
Sliphers Forschungsschwerpunkt aber war die fotografische Astronomie der Planeten, insbesondere des Mars. Wenn der Mars in für die Beobachtung günstiger Opposition steht, sind die Beobachtungsbedingungen auf der Erde nicht überall gleich, so dass man gegebenenfalls auf andere Gegenden ausweichen muss. So leitete Slipher in den Jahren 1939, 1954 und 1956 Expeditionen zur Marsbeobachtung nach Bloemfontein in Südafrika. Dabei entstanden über 60.000 Aufnahmen des Planeten. Nähere Einzelheiten zu diesen Unternehmungen finden sich im unten angegebenen Artikel „EC Slipher’s Mars Expeditions to South Africa“ (EC Sliphers Marsexpeditionen nach Südafrika).
Slipher war 1956 Berater für die Disney-Produktion „Mars and Beyond“ und trat auch darin auf.
Anfang 1960 begannen Planungen für eine Mars-Fly-by-Mission. In diesem Zusammenhang leitete er ein US-Air-Force-Projekt zur Aktualisierung der bekannten, bodengestützten Beobachtungen der Planeten. Daraus entstanden zwei Bücher (siehe unten), eines speziell über den Mars, eines über die helleren Planeten.
Slipher hatte zehn Geschwister, darunter auch sein älterer Bruder Vesto, der ebenfalls Astronom am Lowell-Observatorium war. Er war seit 1919 mit Elizabeth Tidwell verheiratet, sie hatten zwei Kinder, eine Tochter Capella und einen Sohn Earl. Slipher war auch politisch aktiv. Er saß 1917 im Stadtrat von Flagstaff und war dort von 1918 bis 1920 Bürgermeister. Ferner saß er von 1929 bis 1933 für die Demokratische Partei in der Arizona State Legislature und in den Kriegsjahren war er von 1940 bis 1945 im Rekrutierungsausschuss von Coconino County tätig. Earl Charles Slipher starb am 7. August 1964 im Alter von 81 Jahren.

## Ehrungen
- 1960 erhielt Slipher die Ehrendoktorwürde der University of Arizona und der Northern Arizona University.[9]
- Der 1962 entdeckte Asteroid (1766) Slipher ist nach Earl Slipher und seinem Bruder Vesto Slipher benannt.[10]
- Im Jahre 1970 benannte die Internationale Astronomische Union den Mondkrater Slipher offiziell nach Earl und Vesto Slipher.[11]
- 1973 benannte die Internationale Astronomische Union auch den Marskrater Slipher nach den Slipher Brüdern.[12]

## Bücher
- Earl C. Slipher: A Photographic History of Mars, 1905–1961. Hrsg.: Lowell Observatory. Flagstaff 1962, bibcode:1962phmn.book.....S (englisch).
- Earl C. Slipher: A Photographic Study of the Brighter Planets. Hrsg.: Lowell Observatory. Flagstaff 1964, bibcode:1964psbp.book.....S (englisch).